# NGC 41
NGC 41 (również PGC 865) – galaktyka spiralna (Sc), znajdująca się w gwiazdozbiorze Pegaza. Została odkryta 30 października 1864 roku przez Alberta Martha.